# NGC 2262
NGC 2262 је расејано звездано јато у сазвежђу Једнорог које се налази на NGC листи објеката дубоког неба.
Деклинација објекта је + 1° 8' 30" а ректасцензија 6h 39m 38,7s. Привидна величина (магнитуда) објекта NGC 2262 износи 11,3. NGC 2262 је још познат и под ознакама OCL 531.